# Montegrappa (UPL di Palermo)
Montegrappa è la sedicesima unità di primo livello di Palermo.
È situata nella zona centro-occidentale della città; fa parte della IV Circoscrizione.